# Alyssum baumgartnerianum
Alyssum baumgartnerianum är en korsblommig växtart som beskrevs av Joseph Friedrich Nicolaus Bornmüller. Alyssum baumgartnerianum ingår i släktet stenörter, och familjen korsblommiga växter. Inga underarter finns listade i Catalogue of Life.